# Vicariato apostólico de Sardhana
El vicariato apostólico de Sardhana fue una circunscripción eclesiástica de la Iglesia católica en India. Se trataba de un vicariato apostólico latino, inmediatamente sujeto a la Santa Sede, suprimido el 28 de enero de 1837.

## Territorio y organización
El vicariato apostólico extendía su jurisdicción sobre los fieles católicos de rito latino residentes en el principado de Sardhana, hoy parte del estado de Uttar Pradesh.
La sede del vicariato apostólico se encontraba en la ciudad de Sardhana, en donde se halla la Catedral de Nuestra Señora de las Gracias, que fue declaraba basílica en 1961 por el papa Juan XXIII. Hoy pertenece a la diócesis de Meerut.

## Historia

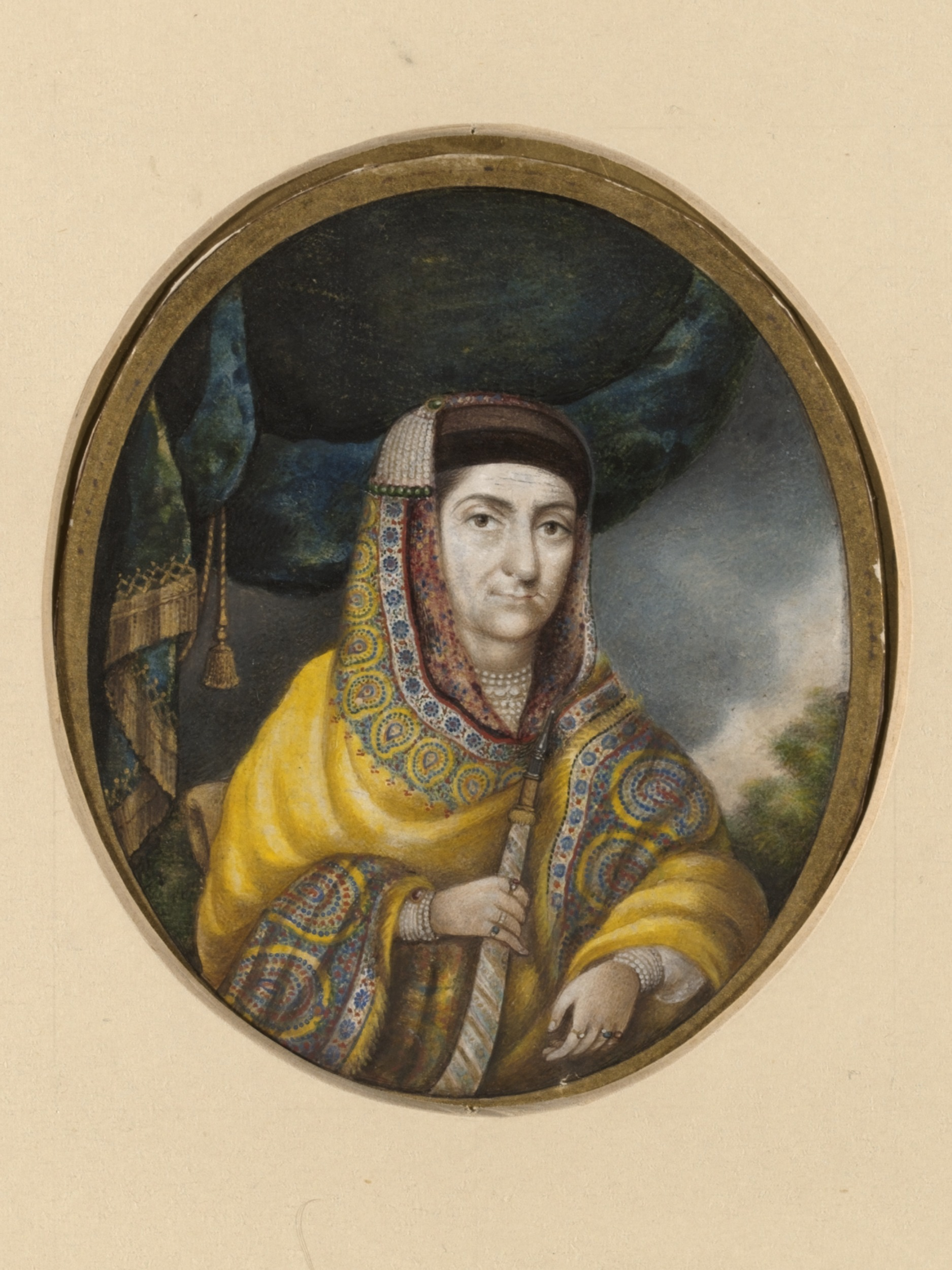
Begum Samru

La fundación de este vicariato apostólico se debe a la begum Samru (circa 1753-1836), reinante en el principado de Sardhana, que se había convertido al catolicismo, tomando el nombre de Joanna Nobilis Sombre. Era considerada la única gobernante católica de la India. Se casó en su adolescencia con el soldado mercenario Walter Reinhardt Sombre de Luxemburgo, quien operaba en la India. A principios del siglo XIX llegaron a Sardhana los primeros misioneros capuchinos y, gracias al apoyo de la princesa begum Samru, lograron algunos éxitos. En 1809 se inició la construcción de la iglesia de Nuestra Señora de las Gracias, que fue consagrada el 28 de diciembre de 1829 por Antonio Pezzoni, vicario apostólico del Tíbet-Indostán (hoy arquidiócesis de Agra), de la que dependía la misión de Sardhana.
A petición explícita de la begum Samru, el 11 de septiembre de 1834 el papa Gregorio XVI erigió el vicariato apostólico de Sardhana mediante la bula Ex munere pastoralis, derivando su territorio del vicariato apostólico del Tíbet-Indostán. La iglesia de Nuestra Señora de Gracia se convirtió en la catedral del nuevo distrito eclesiástico.
El primer y único vicario apostólico de Sardhana fue el fraile capuchino Giulio Cesare Scotti. Nacido en Caravaggio el 18 de febrero de 1775, partió como misionero a la India, donde desarrolló su principal actividad en el vicariato apostólico del Tíbet-Indostán. Consagrado obispo el 12 de julio de 1834 con el título de Amatunte, fue designado para la sede de Sardhana el 12 de septiembre del mismo año.
La begum Samru murió el 27 de enero de 1836 y fue enterrada en la catedral. Con su muerte la misión entró en crisis. El vicario Scotti dejó la misión en la India ese mismo año y regresó a Italia. El 28 de enero de 1837 la Congregación de Propaganda Fide pidió al vicario apostólico del Tíbet-Indostán que volviera a tomar a los católicos de Sardhana bajo su autoridad. En el momento de la muerte de la begum Samru, había aproximadamente 800 católicos en el principado de Sardhana.

## Episcopologio
- Giulio Cesare Scotti, O.F.M. Cap. † (12 de septiembre[4] de 1834-19 de junio de 1836 renunció)